# Kunst im öffentlichen Raum in Rüthen
Kunst im öffentlichen Raum in Rüthen umfasst öffentlich zugängliche Plastiken, Skulpturen, Brunnen, Wandmalereien, Mosaike und Graffiti im Gebiet der sauerländischen Stadt Rüthen im Kreis Soest. Die nachstehende Liste von Kunstwerken im öffentlichen Raum ist nicht vollständig. Sie wird kontinuierlich ergänzt.

## Liste
| Bild           | Titel/Bezeichnung                  | Standort                    | Künstler           | Entstanden/errichtet | Anmerkungen |
| -------------- | ---------------------------------- | --------------------------- | ------------------ | -------------------- | --- |
| weitere Bilder | Rüthener Eselei                    | Vor dem Rathaus Lage        | Wolfgang Lamché    | 2000                 | Die Skulptur erinnert daran, dass Esel früher die wichtigsten Lasttiere waren. |
|                | Relief am Hexenturm                | Hexenturm Lage              | Bert Gerresheim    | 1991                 | Bronzerelief für Friedrich Spee und Pfarrer Michael Stappert, die sich gegen die Hexenverfolgung in Rüthen einsetzten.                                                                                    |
|                | Eule                               | Hachetorstraße 2 Lage       |                    |                      | |
|                | Josef (Adam) Liedmeier (1900–1972) | Hachetorstraße 2 Lage       | Robert Knickenberg | 2012                 | Holzskulptur des städtischen Ausrufers von Rüthen. Er informierte die Bürger über verschiedene Veranstaltungen und amtliche Nachrichten der Stadt. Bis 1970 hielt Josef Liedmeier dieses Amt inne.        |
|                | Marktbrunnen                       | Am Markt Lage               | Edmund Brockmann   | 1996                 | Der achteckige Marktbrunnen ist mit den Wappen der fünfzehn Rüthener Ortsteile verziert. |
|                | Maibaum                            | Vor dem Rathaus Lage        |                    | 2000                 | Der 23 Meter hohe Maibaum mit den Zunftzeichen der Rüthener Handwerksbetriebe wurde zur 800-Jahrfeier der Stadt aufgestellt. (Ab Mai 2025 gibt es einen Neuen auf dem Marktplatz zum 825. Stadtjubiläum). |
|                | Rüthen                             | Kreisverkehr Oestertor Lage |                    |                      | Stahlschnitt Skyline der Stadt Rüthen aus Metall an der Mauer. |